# Heimspiel
Heimspiel ist ein Begriff aus dem Sport, der als Metapher auch in anderen Zusammenhängen verwendet wird. Das Pendant zum Heimspiel ist das Auswärtsspiel.
Ein Heimspiel bestreiten Sportler, wenn sie am Heimatort – bzw. bei internationalen Wettbewerben im Heimatland – zum Wettkampf antreten. In diesem Fall besteht das Publikum in der Regel mehrheitlich aus Fans der betreffenden Einzelsportler bzw. Mannschaften. Die Unterstützung durch diese kann die Heimmannschaft oft für den eigenen sportlichen Erfolg nutzen. In Mannschaftssportarten wie beim Fußball wird auch der Schiedsrichter durch die Fans zugunsten der Heimmannschaft beeinflusst.
Außerdem steigt, wie der britische Evolutionspsychologe Nick Neave belegt hat, vor Heimspielen die Konzentration des männlichen Sexualhormons Testosteron im Blut der Spieler deutlich an, und zwar wesentlich mehr als bei Auswärtsspielen. Testosteron ist verantwortlich für gesteigertes Revierverhalten und soll unter anderem die Reaktionsgeschwindigkeit und das räumliche Vorstellungsvermögen steigern. 
Ein Heimvorteil kann aber auch darin bestehen, an die örtlichen Gegebenheiten besser angepasst zu sein als der Gegner. Ein Beispiel liefern die Heimspiele der bolivianischen Fußballnationalmannschaft, die häufig im Stadion von La Paz ausgetragen werden. Gegnerische Mannschaften haben oft Probleme mit der extremen Höhenlage dieser Stadt (ca. 3.600 Meter über dem Meer). Die Nationalteams von Bolivien und Ecuador können deshalb auf eine eindrucksvolle Heimbilanz zurückblicken. Für die Qualifikationsspiele zur WM 2010 wurde La Paz als Austragungsort mittels einer Vereinbarung zwischen FIFA und CONMEBOL zugelassen, obwohl das Stadion über der im Jahr 2007 eingeführten Maximalhöhe für Pflichtspielaustragungsorte von 3.000 m liegt.
Ebenfalls einen starken Heimvorteil haben Fußballmannschaften, die daheim auf Kunstrasen spielen, weil dieser im Profifußball noch nicht weit verbreitet ist.
Ein weiterer Wettbewerbsvorteil wird oft auch darin gesehen, dass im Zusammenhang mit einem Heimspiel in der Regel keine leistungsmindernden Reisestrapazen in Kauf genommen werden müssen. 
All diese Faktoren führen dazu, dass Heimsiege im Allgemeinen häufiger vorkommen als Auswärtssiege. Beispielsweise gab es in der Saison 2007/08 der Fußball-Bundesliga in 306 Spielen 143 Heimsiege (46,7 %), aber nur 85 Auswärtssiege (27,8 %) und 78 Unentschieden (25,5 %). Im langjährigen Durchschnitt der Bundesliga seit der Saison 1963/1964 liegt der durchschnittliche Anteil an Heimsiegen sogar bei über 50 % (51,2 %), da der Vorteil über die Zeit abgenommen hat. Die statistische Wahrscheinlichkeit für einen Heimsieg im Fußball war fast doppelt so hoch wie für einen Auswärtssieg oder ein Remis, was für eine erhebliche Bedeutung des Heimvorteils spricht. Aus den in Heimspielen erzielten Ergebnissen wird die sogenannte Heimtabelle ermittelt.
Im Motorsport besteht der Heimvorteil vor allem in einer detaillierten Kenntnis der Rennstrecke, da der heimische Fahrer dort deutlich mehr Wettbewerbe ausgetragen hat, auch unter verschiedenen Witterungsbedingungen.

## Heimrecht im Fußball
Im Fußball gilt prinzipiell die Mannschaft als Heimmannschaft, die das Spiel austrägt. Diese wird vor dem Spiel im Rahmen der Auslosung festgelegt. Dies gilt auch, wenn beide Mannschaften im selben Stadion spielen (zum Beispiel AC Milan und Inter Mailand im Giuseppe-Meazza-Stadion) oder eine Mannschaft ihr Heimspiel im Stadion des Gegners austrägt (zum Beispiel Britische Jungferninseln – Bahamas bei der Qualifikation zur Weltmeisterschaft 2010 oder SV Atlas Delmenhorst – Werder Bremen in Runde 1 des DFB-Pokals 2019/20).
Im Fußball kann sich das Heimrecht bei einem Unentschieden nach Hin- und Rückspiel (eventuell inklusive Verlängerung im Rückspiel) auf den Aufstieg oder das Weiterkommen auswirken, siehe Auswärtstorregel.